# مانتزوما (ایندیانا)
مانتزوما، ایندیانا (به انگلیسی: Montezuma, Indiana) یک شهرک در ایالات متحده آمریکا است که در شهرستان پارک، ایندیانا واقع شده‌است.

## خصوصیات
مانتزوما ۱٫۵۵ کیلومترمربع مساحت و ۱٬۰۲۲ نفر جمعیت دارد و ۱۵۵ متر بالاتر از سطح دریا واقع شده‌است.